# Thesaurierungsbegünstigung
Die Thesaurierungsbegünstigung ist eine steuerliche Regelung, die im Rahmen der Unternehmenssteuerreform in Deutschland ab 1. Januar 2008 eingeführt worden ist. Gesetzliche Grundlage ist § 34a des Einkommensteuergesetzes (EStG). Die Thesaurierungsbegünstigung soll die Steuerbelastung der Personengesellschaften und Einzelunternehmer an die niedrigere Steuerbelastung der Kapitalgesellschaften angleichen. Gleichzeitig soll ein Anreiz für eine bessere Eigenkapitalausstattung entstehen. In Deutschland gab es bereits in den Jahren 1931 und 1950 vergleichbare Regelungen, die jedoch in beiden Fällen aufgrund mangelnder Praktikabilität zurückgenommen wurden.

## Funktionsweise
Nicht entnommene – also im Unternehmen belassene – Gewinne von Personenunternehmen (Mitunternehmer und Einzelunternehmer) werden auf Antrag anstatt mit der tariflichen Einkommensteuer ganz oder teilweise mit einem Steuersatz von 28,25 % (zuzüglich Solidaritätszuschlag und ggf. Kirchensteuer) versteuert. Wird der thesaurierte Gewinn abzgl. der darauf entfallenden Steuer in späteren Veranlagungsjahren entnommen, findet eine zusätzliche Nachversteuerung mit 25 % zzgl. Zuschlagsteuern statt. Daher lohnt sich die Inanspruchnahme der Thesaurierungsbegünstigung nur bei einem Durchschnittssteuersatz von über 28,25 % und einer möglichst langen „Nichtausschüttung“.
Bei Mitunternehmeranteilen ist eine Thesaurierungsbegünstigung nur möglich, wenn die Beteiligung am Gewinn mindestens 10 % oder mehr als 10.000 € beträgt. Die Thesaurierungsbegünstigung umfasst auch das Sonderbetriebsvermögen i. S. d. § 15 Abs. 1 Nr. 2 EStG.

### Berechnung nicht entnommenen Gewinns
```
  Nach § 4 Abs. 1 oder § 5 EStG ermittelter Gewinn des Wirtschaftsjahres
 - maximum (0, Entnahmen im Wirtschaftsjahr minus Einlagen im Wirtschaftsjahr)
 ------------------------------------------------------------------------
 = Nicht entnommener Gewinn = max. thesaurierbarer Betrag (§ 34a Abs. 2 EStG)
```

Außerbilanzielle Korrekturen 
Außerbilanzielle Korrekturen werden erst nach der Ermittlung des Gewinns vorgenommen, sie können damit den nicht entnommenen Gewinn nicht beeinflussen.
- Steuerfreie Gewinnanteile

Sind in dem Gewinn steuerfreie Gewinnanteile (z. B. Auslandsgewinnanteile nach DBA) enthalten, können diese nicht Gegenstand der Thesaurierungsbegünstigung sein, weil sie ohnehin steuerfrei sind. Eine Entnahme dieser Gewinnanteile mindert den nicht entnommenen Gewinn um den Wert, der ohnehin nicht thesaurierbar wäre. Steuerfreie Gewinnanteile können daher entnommen werden, ohne einen negativen Einfluss auf die Höhe des thesaurierungsfähigen Betrages zu haben.
- Nichtabzugsfähige Betriebsausgaben

Soweit der Gewinn aufgrund außerbilanzieller Hinzurechnungen entstanden ist, kann die Steuerermäßigung nicht in Anspruch genommen werden, da diese Beträge zusätzlich verauslagt wurden und damit nicht entnahmefähig sind. Dies gilt z. B. für nichtabzugsfähige Betriebsausgaben und für die Gewerbesteuer.

### Widerruf des Antrags
Der Steuerpflichtige kann den Antrag auf Thesaurierungsbegünstigung bis zur Unanfechtbarkeit des Einkommensteuerbescheides des Folgejahres zurücknehmen (§ 34a Abs. 1 Satz 5 EStG). Diese Regelung wird als notwendig angesehen, um den Steuerpflichtigen nicht einem unkalkulierbaren Risiko bei Wahl der Thesaurierungsbegünstigung auszusetzen – insbesondere, wenn es im Folgejahr zu unvorhersehbaren Verlusten kommt.

### Nachversteuerung
Wird die Thesaurierungsbegünstigung in Anspruch genommen, ermittelt das Finanzamt jedes Jahr den – potentiell – nachversteuerungspflichtigen Betrag nach § 34a Abs. 3 EStG:
```
  im Veranlagungsjahr auf Antrag begünstigter Gewinn
 - Steuerbelastung in Höhe von 28,25 % zzgl. Solidaritätszuschlag
 + Nachversteuerungspflichtiger Betrag des Vorjahres
 - Bereits festgesetzte Nachsteuer
 + Nachversteuerungspflichtiger Betrag aus Wirtschaftsgut-Übertragungen auf diesen Betrieb
 - Nachversteuerungspflichtiger Betrag aus Wirtschaftsgut-Übertragungen auf anderen Betrieb
 - Beträge, die für die Erbschaftsteuer (Schenkungsteuer) anlässlich der Übertragung des Betriebs oder Mitunternehmeranteils entnommen wurden
 ------------------------------------------------------------------------
 = Nachversteuerungspflichtiger Betrag
```

Werden die begünstigten Gewinne in einem späteren Wirtschaftsjahr entnommen, ist eine Nachversteuerung mit einem Steuersatz von 25 % zzgl. Solidaritätszuschlag und ggf. Kirchensteuer durchzuführen. Eine Nachversteuerung ist immer dann vorzunehmen, wenn der Saldo aus Entnahmen und Einlagen die Gewinne des laufenden Jahres übersteigt. Darüber hinaus ist eine Nachversteuerung vorzunehmen, wenn der Betrieb
- verkauft oder aufgegeben wird
- in eine Kapitalgesellschaft oder eine Genossenschaft eingebracht oder umgewandelt wird
- den Gewinn nicht mehr nach § 4 Abs. 1 Satz 1 oder § 5 ermittelt

oder wenn der Steuerpflichtige die Nachversteuerung beantragt.
Spätestens mit Tod des Steuerpflichtigen wird eine Nachversteuerung durchgeführt. Der Steuersatz für den ursprünglich begünstigten Betrag beträgt dann insgesamt 48,32 % Einkommensteuer inklusive Solidaritätszuschlag. Um negative Folgen abzumildern, hat man eine Reihe von Ausnahmen vorgesehen. So führt die Entnahme für die Zahlung der Erbschaft-/Schenkungsteuer nicht zur Nachversteuerung. Auch bei der Überführung oder Übertragung von einzelnen Wirtschaftsgütern in ein anderes Betriebsvermögen des Steuerpflichtigen kann auf Antrag die Nachversteuerung durch gleichzeitige Übertragung des nachversteuerungspflichtigen Betrags vermieden werden. Auch bei unentgeltlichen Übertragungen von Betrieben oder Mitunternehmeranteilen (§ 6 Abs. 3 EStG) ist eine Nachversteuerung nicht vorgesehen, da der nachversteuerungspflichtige Betrag auf den Rechtsnachfolger übergeht (§ 34a Abs. 7 EStG).

## BMF-Schreiben zu Unklarheiten
Die Thesaurierungsbegünstigung gilt als komplizierte steuerliche Regelung, die einige unter Experten umstrittene Unklarheiten enthält, von denen einige erst durch ein Schreiben des Bundesfinanzministeriums geklärt wurden.
- Nach Randziffer 23 des angeführten BMF-Schreibens wird bei Inanspruchnahme der Thesaurierungsbegünstigung das nicht thesaurierbare Einkommen mit dem Steuersatz besteuert, der sich durch das zu versteuernde Einkommen ohne den Begünstigungsbetrag ergibt.
- Die Gewerbesteuer soll ausdrücklich als „nichtabzugsfähige Betriebsausgabe“ und nicht als „Entnahme“ behandelt werden. Die wesentliche Auswirkung dieser Bestimmung ist jedoch, dass die Zahlung der Gewerbesteuer nicht durch eine Einlage in gleicher Höhe kompensiert werden kann.

## Gewerbesteuer und steuerfreie Gewinnanteile
Unklar ist die Saldierbarkeit von Gewerbesteuer und steuerfreien Gewinnanteilen. Die Gewerbesteuer als nichtabzugsfähige Betriebsausgabe erhöht das zu versteuernde Einkommen im Vergleich zum Bilanzgewinn. Steuerfreie Gewinnanteile hingegen mindern das zu versteuernde Einkommen. Es wird in der Literatur vereinzelt die Auffassung vertreten, dass beide Werte saldiert werden, und somit bei gleicher Höhe dazu führen können, dass doch der volle Bilanzgewinn thesauriert werden kann; dies ist jedoch nicht unumstritten.
Beispiel: Der steuerpflichtige Gewinn (ohne Abzug von Gewerbesteuer und ohne Berücksichtigung steuerfreier Einnahmen) beträgt 70.000 €, es liegen steuerfreie Einnahmen in Höhe von 20.000 € vor und es muss Gewerbesteuer in Höhe von 20.000 € gezahlt werden. Unklar ist, ob in diesem Fall 70.000 € oder 50.000 € thesaurierbar sind.

## Anwendung
Die Thesaurierungsbegünstigung ist erstmals für den Veranlagungszeitraum 2008 anzuwenden (Vgl. § 52 Abs. 48 EStG).
Eine Thesaurierungsbegünstigung gibt es für nicht entnommenen Gewinne aus
- Land- und Forstwirtschaft (§ 13),
- Gewerbebetrieb (§ 15) oder
- selbständige Arbeit (§ 18), vgl. § 34a Abs 1. S. 1 EStG.

Für Veräußerungsgewinne, bei denen der Steuerpflichtige den Freibetrag nach § 16 Abs. 4 EStG oder die Tarifermäßigung nach § 34 Abs. 3 EStG in Anspruch nimmt, ist eine Thesaurierungsbegünstigung nicht möglich.

## Kritik
In der Praxis wird davon ausgegangen, dass die nach der Thesaurierungsbegünstigung anfallende Steuerbelastung aus Mitteln zu begleichen ist, welche der regulären Besteuerung oder sonstigen Einkunftsquellen entnommen sind; im Gegensatz zu einer Begleichung der entfallenden Einkommensteuerschuld aus Mitteln, die ebenfalls nach § 34a EStG begünstigt worden sind. Letzteres ist aber aus dem Wortlaut des § 34a Abs. 3 Satz 2 Teilsatz 1 EStG zu interpretieren. Denn wäre z. B. die Einkommensteuerschuld durch private Mittel beglichen worden, so entstünde nach angeführtem Teilsatz ein nicht nachzuversteuernder Betrag in Höhe der theoretischen Steuerbelastung nach § 34a Abs. 1 EStG. Oder anders ausgedrückt, der nachzuversteuernde Betrag stimmt NICHT mit dem letztlich verbleibenden Thesaurierungsbetrag überein im Gegensatz zur allgemeinen Praxis bei Kapitalgesellschaften.
Die sinnvolle Anwendung der Thesaurierungsbegünstigung läge daher in der Geltendmachung der Begünstigung auf den Gewinn inkl. der nach § 34a EStG geschuldeten ESt und der Begleichung der sich daraus ergebenen Einkommensteuerschuld durch eine nicht abzugsfähige Ausgabe nach § 12 Nr. 3 EStG. Diese Praxis soll aber nach angeführtem BMF-Schreiben nicht möglich sein. U.a. deswegen ist die Behandlung von außerbilanziellen Korrekturen in der Literatur nicht unumstritten.
Außerdem:
- Altrücklagen, die nach erstmaliger Inanspruchnahme der Thesaurierungsbegünstigung entnommen werden, führen sofort zur Nachversteuerung. Es können also Gewinne, die vor Einführung der Regelung zum 1. Januar 2008 erzielt und im Unternehmen belassen wurden, ebenfalls nicht mehr nachversteuerungsfrei entnommen werden. Dies könnte dazu geführt haben, dass bis zum 31. Dezember 2007 sämtliches Altkapital entnommen oder durch Fremdkapital ersetzt wurde. Das Ziel der Eigenkapitalstärkung wurde dadurch gerade zunächst nicht erreicht.
- Ein weiterer Kritikpunkt ist, dass nur Personengesellschaften, die den Gewinn durch Betriebsvermögensvergleich ermitteln, von der Regelung profitieren können.
- Die Vorschrift gilt als äußerst kompliziert und führt daher keinesfalls zu einer Vereinfachung der Besteuerung.